# Železniční trať Újezdec u Luhačovic – Luhačovice
Železniční trať Újezdec u Luhačovic – Luhačovice (v jízdním řádu pro cestující označená dříve samostatně pod číslem 346, od 12. prosince 2010 uvedená jako větev tratě 341) je jednokolejná neelektrizovaná trať o délce 9 km ve Zlínském kraji. Tato trať je kategorizovaná jako dráha regionální. Trať vede podél řeky Šťávnice. Provoz na trati byl zahájen 12. října 1905. Jízdenky koupíme po celé trati, kromě zastávek Polichno a Biskupice u Luhačovic.

## Navazující tratě

### Újezdec u Luhačovic
- Trať 341 Staré Město u Uherského Hradiště – Odbočka Hradišťská – Kunovice – Újezdec u Luhačovic – Bylnice – Vlárský průsmyk st. hr. (Nemšová ŽSR)
- Od 12. prosince 2010 je trať 346 Újezdec u Luhačovic – Luhačovice v jízdním řádu pro cestující vedena pod číslem 341 a je tak součástí tratě Staré Město u Uherského Hradiště – Vlárský průsmyk.

## Stanice a zastávky

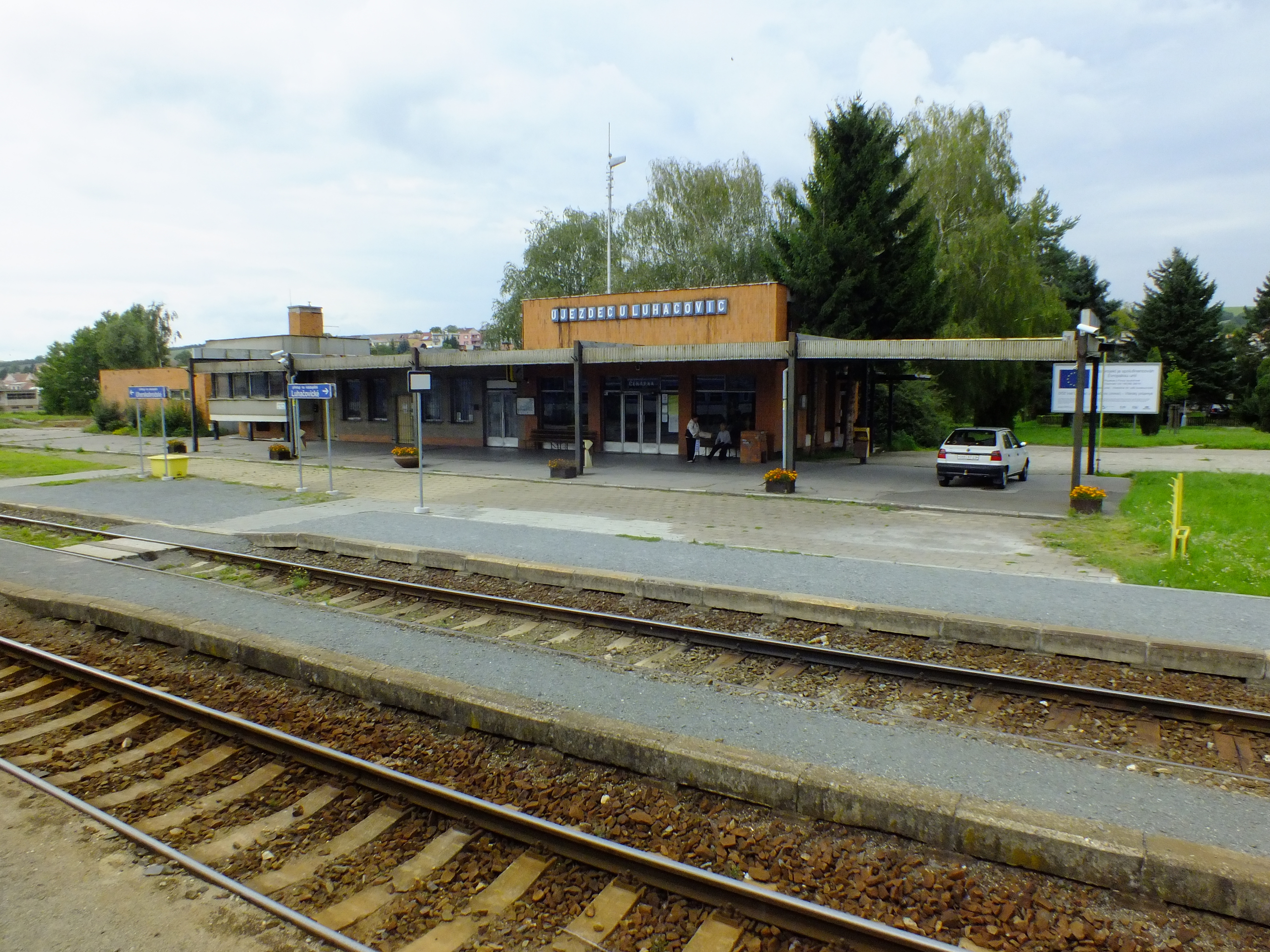
Újezdec u Luhačovic
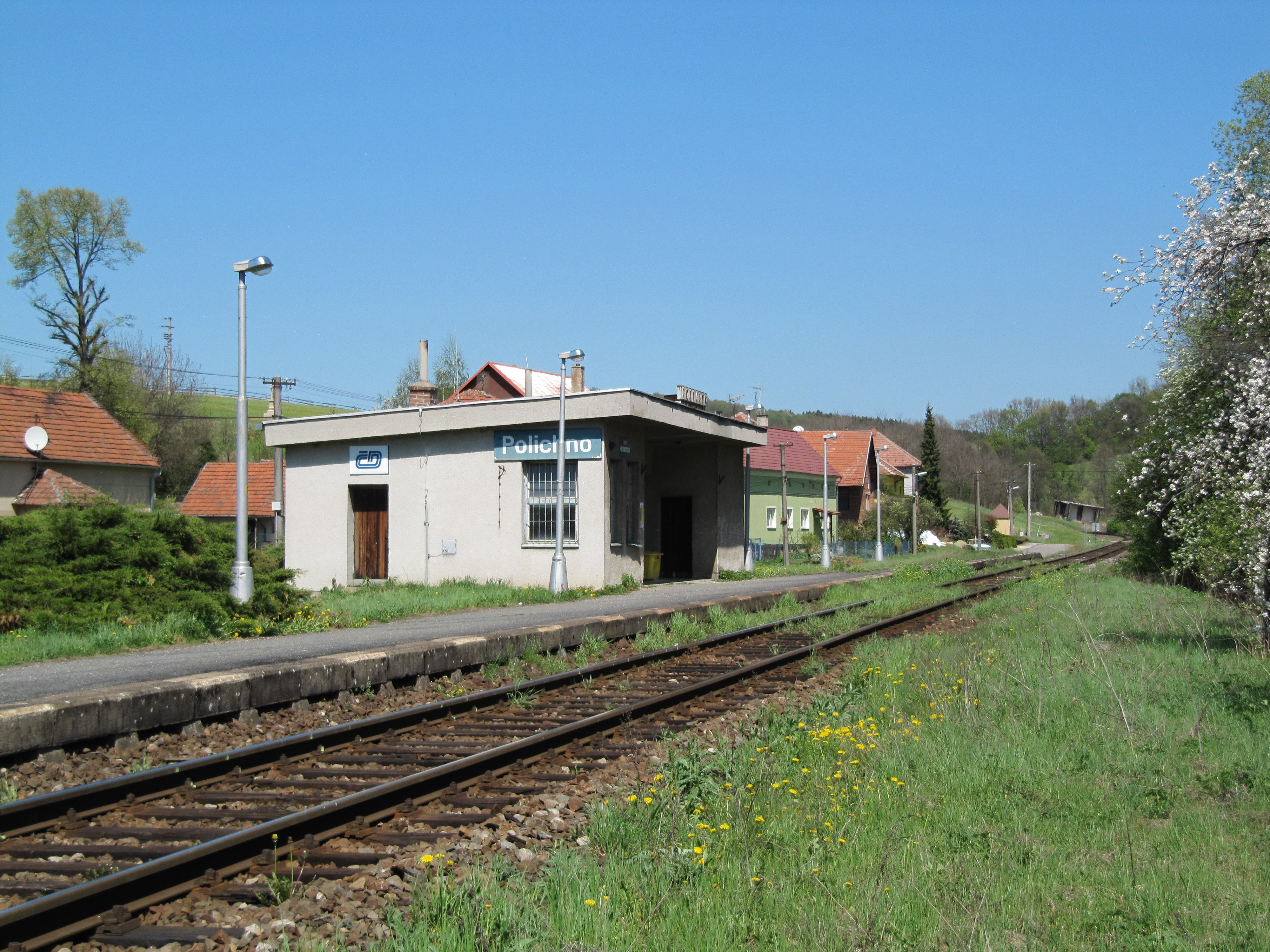
Polichno
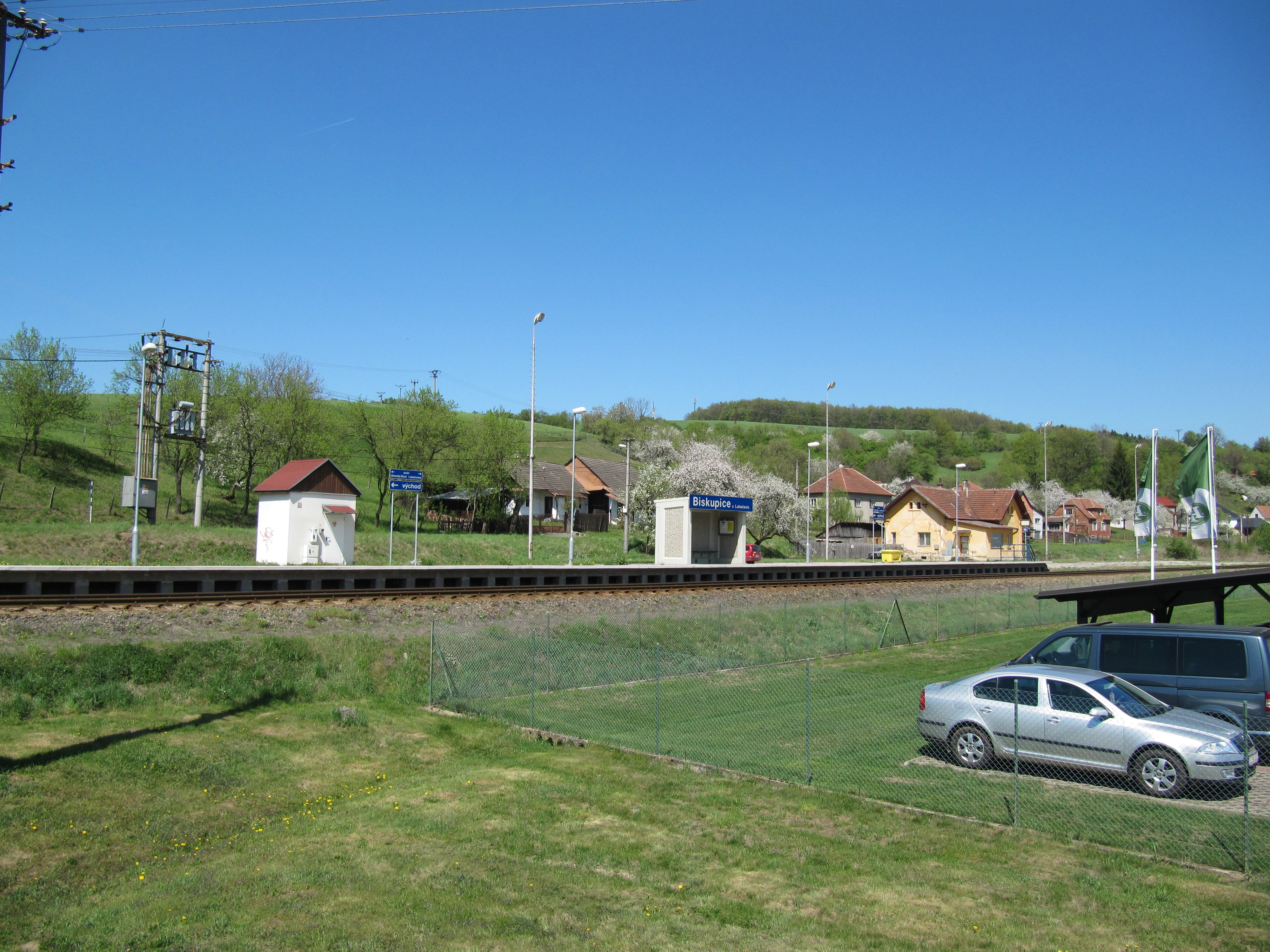
Biskupice u Luhačovic
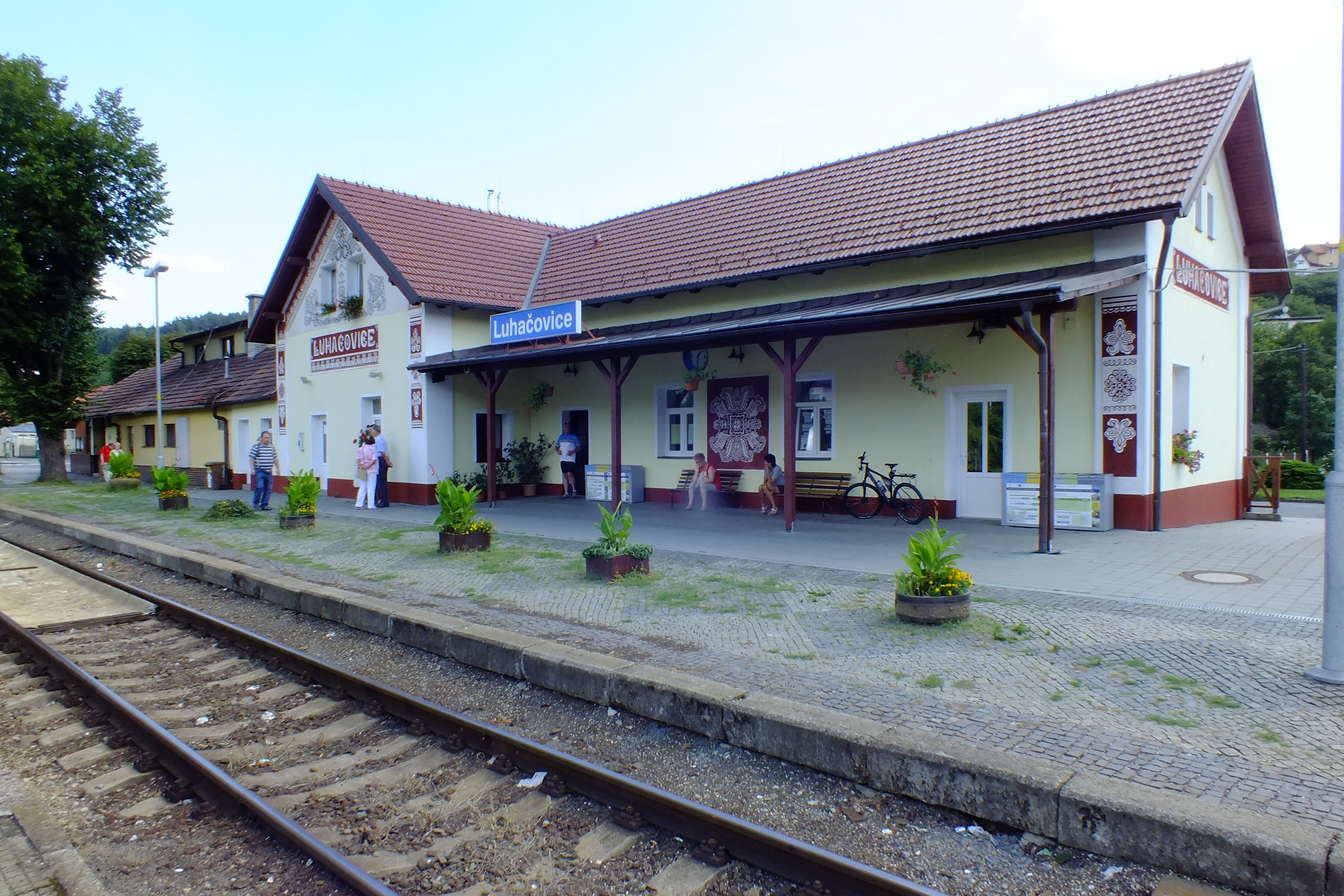
Luhačovice